# Европейская причёска XVIII века
Европейская прическа XVIII века была частью европейской моды столетия, которая в целом тяготела к вычурности и утончённости, лёгкости и манерности. Этому способствовал и стиль рококо, главенствовавший в изобразительном и декоративно-прикладном искусстве на протяжении большей части XVIII века. Причёска всегда является отражением общих тенденций моды, поэтому с воцарением рококо уходит в небытие торжественность фонтанжа и аллонжа.

## Женская причёска
Историю женской причёски можно условно разделить на несколько этапов. До 1713 года дамы всё ещё носят фонтанж, сама форма которого давала большой простор для фантазий.
После того как Людовик XIV — главный законодатель европейских мод — положительно оценил маленькую, скромную причёску герцогини Шрусбери, в моду вошла простая, слегка припудренная причёска, украшенная букетиками или кружевной наколкой. Эта кажущаяся простота и стала основной модной тенденцией века рококо.
Женщины с полотен Ватто, Буше, Патера, де Труа, Шардена все до единой причёсаны скромно и элегантно, — будь то роскошная маркиза де Помпадур, добродетельная Мария-Терезия или юная Фике из Цербста. Названия этих причёсок также сохранились — «бабочка», «сентиментальная», «тайна», «неженка». Однако с середины 1770-х годов прослеживается иная тенденция: причёска снова принялась «расти» вверх. И опять куафюра начала превращаться в сложное сооружение (как в эпоху фонтанжа). В ход шли не только собственные волосы, но и накладные. А также — ленты, драгоценности, ткани, цветы, плоды.
Есть мнение, что тон в моде задавала новая фаворитка Людовика XV — графиня Дюбарри, — девушка из народа, которую король в одночасье возвысил до себя. Помимо графини Дюбарри, моду диктовала, разумеется, молоденькая дофина Мария-Антуанетта. Став королевой, она посвящала большую часть времени изобретению новых причесок и нарядов. Её личный парикмахер Леонар лишь только направлял бурную фантазию «австриячки» в нужное русло. Совместное творчество парикмахера и королевы дало миру такие шедевры, как «взрыв чувствительности», «сладострастная», «тайная страсть» и др. Это были громадные, сложные по исполнению причёски, составлявшие единое целое с головным убором. Наиболее стильные женщины умудрялись носить на головах чучела птиц, статуэтки и даже мини-сады с крошечными искусственными деревцами. К тому же периоду относится любимая многими A-la Belle Poule — причёска с моделью знаменитого фрегата.
Со временем (к началу 1780-х годов) громоздкая, вычурная куафюра становится несколько скромнее. Исчезает мода на «паруса» и «вазоны». Только ленты и муслиновая ткань остаются в арсенале модниц. С полотен Гойи и Виже-Лебрен и Гейнсборо смотрят на нас эти женщины с пышными, но скромно украшенными волосами.
После Французской революции «старорежимные моды» сделались предметом насмешек. В эпоху ампирных мод популярностью пользовались простые причёски, преимущественно на античный манер, в том числе короткие «унисекс»-стрижки (например, причёска а-ля Тит).
- Алексис Симон Белл. «Принцесса Луиза Мария Стюарт» (ок. 1702—1706)
- Жан-Марк Натье. «Портрет дамы» (1738)
- Антуан Пэн. «Елизавета Кристина Брауншвейгская» (ок. 1740)
- Жан Этьен Лиотар. «Завтрак» (1754)
- Александр Рослин. «Мария Амалия Австрийская» (1770-е)
- Джошуа Рейнольдс. «Сара Кемпебелл» (1777)
- Карл Фридрих Хольцман. «Портрет женщины из семьи фон Босе» (1779)
- Енс Юль. «Портрет Томасины Гиллембург» (ок. 1790)

## Мужская причёска
Историю мужской куафюры (причёски) XVIII века также можно разделить на несколько этапов. В начале столетия продолжают совершенствоваться причёски, возникшие в конце XVII века.
Так, парики — аллонж по-прежнему в моде, однако их длина заметно уменьшается. Возникает небольшой по размеру парик «бинет» — крупные локоны, уложенные параллельными рядами. С 1730-х годов такой парик носили только пожилые люди. В таком парике можно наблюдать польского короля Станислава Лещинского, британского короля Георга II или придворных немцев Анны Иоанновны. Если эпоха правления Людовика XIV в основном может быть охарактеризована как «засилье париков», то в середине XVIII века на некоторое время вновь возвращается мода на причёски из собственных волос, хотя и парики остаются по-прежнему повсеместными.
Как для париков, так и для волос существовала пудра. Пудра была различных цветов и оттенков — от белой до нежно-розовой и бледно-голубой.
В моду входит небольшая, относительно простая и даже демократичная причёска «а-ля Катогэн»: подвитые волосы зачёсывались назад, завязывались на затылке в хвостик чёрной лентой. Эту причёску часто носили в армии и на флоте. Некоторые модники прятали этот хвостик в своеобразный футляр из чёрного бархата.
Причёска «а-ля Катогэн» оказалась самой популярной на протяжении XVIII столетия. В 1740-е — 1750-е годы большой популярностью пользуется завивка «крыло голубя» — два-три ряда тщательно закрученных локонов укладывались на висках. Сзади — небольшая косичка или хвост, стянутый лентой. Именно с такой завивкой мы можем видеть молодых королей — Людовика XV и Фридриха Великого. Существовал также одноимённый парик неизменно — белого цвета.
К концу XVIII века под демократическим влиянием Американской и Французской революций парики практически повсеместно выходят из моды у молодёжи — исключение составляла, пожалуй, Россия, где ещё в эпоху Павла I было немыслимо явиться ко двору без напудренного парика. В 1780-е годы в моду входят довольно пышные, однако простые в исполнении мужские причёски с крупными, как бы небрежно уложенными рядами локонов. Молодые лорды на картинах Гейнсборо причёсаны именно таким образом.
В период Великой французской революции длинные волосы практически вышли из моды, особенно после того, как актёр Тальма сыграл роль Тита в вольтеровском «Бруте». После этого в моду вошли короткие «римские» причёски «а-ля Тит».
- Никола де Ларжильер. Портрет Жана Пупиля де Крапонна в парике «аллонж» (ок. 1708)
- Жан Жирарде. Король Станислав Лещинский в парике «бинет»
- Морис Кантен де Латур Король Франции Людовик XV в парике «крыло голубя»
- Томас Гейнсборо «Утренняя прогулка» (1785), фрагмент
- Жозеф Уолл «Портрет молодого человека» (1796)